# Distretto governativo di Colonia
Il distretto governativo di Colonia (in tedesco Regierungsbezirk Köln) è uno dei cinque distretti governativi del land della Renania Settentrionale-Vestfalia.

## Geografia fisica
È situato nella parte sud-occidentale dello stato e comprende la regione dell'Eifel ed il territorio di Bergisches Land. Il distretto conta un totale di 99 comuni.

## Storia
Fu creato nel 1815 quando la Prussia riorganizzò la sua amministrazione interna. Nel 1972 il distretto di Aquisgrana fu annesso ad esso.

## Suddivisione
| Circondari rurali (Kreise)                                                                           | Città indipendenti (Kreisfreie Städte) |
| --- | -------------------------------------- |
| 1. Aquisgrana 2. Düren 3. Euskirchen 4. Heinsberg 5. Oberberg 6. Reno-Berg 7. Reno-Erft 8. Reno-Sieg | 1. Bonn 2. Colonia 3. Leverkusen       |